# Frank Spitzer
Frank Ludvig Spitzer (Viena, 24 de julho de 1926 – 1 de fevereiro de 1992) foi um matemático estadunidense nascido na Áustria, que fez contribuições fundamentais à teoria das probabilidades, incluindo a teoria do passeio aleatório, e em especial a teoria dos sistemas de partículas em interação. Raro entre matemáticos, decidiu focar amplamente sobre "fenômenos", ao invés de qualquer um dos muitos teoremas específicos que poderiam ajudar a articular um dado fenômeno. Seu livro Principles of Random Walk, publicado em 1964, permanece um clássico frequentemente citado.
Spitzer nasceu em uma família judaica em Viena, Áustria, e quando tinha doze anos de idade a ameaça nazista na Áustria era evidente. Seus pais puderam enviá-lo acampamento de verão para crianças judaicas na Suécia e, como resultado, Spitzer passou toda a época da Segunda Guerra Mundial na Suécia. Morou com duas famílias suecas, aprendeu sueco, completou o ensino médio e frequentou por um ano o Instituto Real de Tecnologia em Estocolmo.
Durante a Segunda Guerra Mundial seus pais e sua irmã conseguiram ir para os Estados Unidos passando por partes desocupadas da França e do Norte de África e, após a guerra, Spitzer uniu-se à família na nova pátria. Spitzer alistou-se no Exército dos Estados Unidos quando a guerra estava terminando na Europa. Após completar o serviço militar em 1947 entrou na Universidade de Michigan (Ann Arbor) para estudar matemática. Seus estudos transcorreram rapidamente, tendo Spitzer completado o B.A. e o Ph.D. em seis anos (doutorado em 1953, orientado por Donald Allan Darling).
As primeiras atividades acadêmicas de Spitzer foram no Instituto de Tecnologia da Califórnia (1953–1958), mas a maior parte de sua carreira acadêmica transcorreu na Universidade Cornell, com períodos no Instituto de Estudos Avançados de Princeton e no Instituto Mittag-Leffler na Suécia.
Spitzer foi membro da Academia Nacional de Ciências dos Estados Unidos.

## Publicações
- Spitzer, Frank (1976), Principles of Random Walk, Graduate Texts in Mathematics, 34, New York-Heidelberg,: Springer-Verlag, p. 40, MR 0171290